# Luminița Cioabă
Luminița Mihai Cioabă (Luminița Cioabă); nacida 1 de octubre de 1957 en Gorj) es una escritora rumana romaní. Graduada en Filología en la Escuela Popular de Arte y Dirección del Departamento De Actores, y posteriormente en la Facultad de Filología en Sibiu. Además de la obra literaria, ocupa el cargo de presidenta de la Fundación Cultural-social de los romaníes Ion Cioaba, seminarios y reuniones con organizaciones no gubernamentales. Además es una de las principales editoras de périodicos Neo Drom y Divano Rromanó en Sibiu. 

## Escritos

### Libros publicados
- A angluno a phuveako. (La Tierra de raíz), (Ed. Neo Drom, Sibiu, 1994 )- poesía
- Un hombre kai bitinel Bria. (Mercante de la lluvia), (Ed. Neo Drom, Sibiu, 1997) - poesía
- Guía de conversación Rumano - romaní(Ed. Teora Bucarest, 2000)
- Curso intensivo de idioma Romaní (Ed. Neo Drom, Sibiu, 2001)
- País Perdido(Ed. Etapas, Sibiu, 2002) - historias
- La deportación a Transnistria. Testimonios(Ed. Neo Drom, Sibiu, 2006)

### Obras de teatro
- Maldición de la Serpiente
- Delila
- Red Maculate

### Premios
- El "Nichita Stanescu" al mejor volumen de poesía "La Tierra de raíz"
- Amico Rom - Primer Premio en el Festival Internacional de tres de sus obras:
- Poesía - Poesía para el volumen de "La Tierra de raíz"
- Dramaturgia - "Maldición de la serpiente"
- Corto Prosa - "Istrate"